# Аркади Мартин
АнаЛинден Уелър (на английски: AnnaLinden Weller) е американска историчка византоложка, климатичен активист, поетеса и писателка на произведения в жанра научна фантастика и фентъзи. Пише под псевдонима Аркади Мартин (на английски: Arkady Martine).

## Биография и творчество
АнаЛинден Уелър е родена на 19 април 1985 г. в Ню Йорк, САЩ. Родителите ѝ са класически музиканти от руско еврейско потекло: майка ѝ е професор по цигулка в академия Джулиард, а баща ѝ е свирил в оркестъра на Метрополитън опера. Получава бакалавърска степен по религиозни изследвания в Чикагския университет през 2007 г., магистърска степен по класически арменски изследвания в Оксфордския университет през 2013 г. и докторска степен по средновековна византийска, световна и сравнителна история в университета „Рутгърс“ през 2014 г. с дисертация на тема „Представяне на предмодерната империя: византийските имперски агенти извън метрополията“.
След дипломирането си, в периода 2014 – 2015 г. е гост-асистент по история в университета „Сейнт Томас“, а в периода 2015 – 2017 г. прави следдокторантски изследвания в университета в Упсала. Като историк АннаЛинден Уелър пише трудове и статии за граничната политика, наративната теория и византийско-арменските отношения в периода IX-XI век. Публикува статии в Byzantinoslavica, Byzantine and Modern Greek Studies и The Scandinavian Journal of Byzantine and Modern Greek Studies. Живяла е в Турция, Канада и Швеция. Работи и като политически съветник към Министерството на енергетиката на Ню Мексико във връзка със екологичната политика. Получава магистърска степен по градско и обществено планиране от Университета на Мериленд в Балтимор.
Започва да пише научна фантастика през 2012 г., а разказите ѝ са публикувани в различни списания. Първият ѝ роман „Спомен, наречен империя“ от поредицата „Тейкскалан“ е издаден през 2019 г. В историята, посланичката Махит Дзмаре отива в столицата на империята Тейкскалан, която обхваща безброй звездни системи. Там научава за съмнителната смърт на предишния посланик на малката, но независима Станция на миньори. Тя трябва да отрази съблазните и интригите на империята, която е политически нестабилна, и да опази технологична тайна, която може да доведе до края на независимата Станция. Романът става бестселър в списъка на „Ню Йорк Таймс“, номиниран е за различни награди, получава наградата „Хюго“ за най-добър роман за 2020 г. и наградата „Комптън Крук“ за 2020 г. за най-добър първи роман.
АнаЛинден Уелър има брак с писателката Вивиан Шоу и живее със семейството си в Санта Фе.

## Произведения

### Поредица „Тейкскалан“ (Teixcalaan)
1. A Memory Called Empire (2019) – награда „Хюго“[1][2]
Спомен, наречен империя, изд.: ИК „Бард“, София (2021), прев. Владимир Зарков
2. A Desolation Called Peace (2021) – награда „Хюго“ и награда „Локус“

### Новели
- Rose/House (2023)[1][2]

### Разкази
- Lace Downstairs (2012)
- Nothing Must Be Wasted (2014)
- Adjuva (2015)
- City of Salt (2015)
- When the Fall Is All That's Left (2015)
- Fear Death by Water (2016)
- How the God Auzh-Aravik Brought Order to the World Outside the World (2016)
- Contra Gravitatem (2016)
- All the Colors You Thought Were Kings (2016)
- Ekphrasis (2016)
- Ruin Marble (2017)
- The Hydraulic Emperor (2018)
- Object-Oriented (2018)
- Labbatu Takes Command of the Flagship Heaven Dwells Within (2019)
- A Being Together Amongst Strangers (2020)

### Поезия
- Cloud Wall (2014)
- Abandon Normal Instruments (2016)

### Документалистика
- Armenian-Byzantine Frontier: The Cultural Politics of Empire in the Medieval World (2018)[4]